# Manolo Beltrán
Manuel "Manolo" Beltrán Martínez, apodado Triki (* Jaén, 28 de mayo de 1971), es un ciclista español, profesional desde 1995. Conocido por sus aptitudes como escalador, trabajando principalmente como gregario en la montaña.

## Vida
Nació en Jaén, en el popular barrio de La Alcantarilla. En sus primeros años compaginaba su pasión por la bicicleta con los estudios.
Como profesional ha pasado por las filas de equipos como Mapei y Banesto (junto a Abraham Olano, campeón del mundo en ruta y contrarreloj y ganador de la Vuelta a España 1998, Coast, US Postal/Discovery Channel (donde fue compañero de equipo de Tour de Francia Lance Armstrong en sus tres últimos Tours) o Liquigas. Gran escalador, se hizo con el liderato de la Vuelta ciclista a España 2004 que conservó durante varias etapas. En la reestructuración del Discovery Channel se marchó al equipo italiano del Liquigas.
Es apodado cariñosamente por sus compañeros del pelotón con el sobrenombre de Triki, por el personaje de Barrio Sésamo llamado Monstruo de las galletas, pues se comenta que durante las carreras ingiere gran cantidad de galletas por la componsición rica de Hidratos de carbono de rápida absorción que contienen.
En julio de 2005 sufrió un accidente que le causó heridas leves, al ser arrollado por un motorista cerca de Mengíbar.

### Dopaje
En 2008 dio positivo por EPO en la primera etapa del Tour de Francia. Como resultado de su positivo fue sancionado durante dos años, y fue condenado a pagar una indemnización de 100.000 euros al patrocinador de su equipo Liquigas en concepto de daños y perjuicios.
El 24 de julio de 2013 su nombre apareció en el informe publicado por el senado francés como uno de los treinta ciclistas que habrían dado positivo en el Tour de Francia 1998 con carácter retroactivo, ya que se analizaron las muestras de orina de aquel año con los métodos de detección de sustancias dopantes actuales. Beltrán manifestó su indignación ante estas informaciones por la imposibilidad de defenderse, y declaró que le parece injusto que sus muestras de orina permanezcan congeladas con ese propósito.

### Regreso en mountain bike y desarrollo profesional
El día 7 de febrero de 2009 se anunciaba su incorporación al equipo de mountain bike Sport Bike.
El 17 de mayo volvía a competir, ya con su nuevo equipo, en los 101 kilómetros de Ronda, prueba organizada por la Legión, donde alcanzó la victoria sobre más de 3500 participantes.
En 2018 se incorporaba al equipo Bujarkay-Wolfbike. El jienense pasa así a formar parte de la estructura del Wolfbike Team dirigido por el que también fuera corredor profesional Juan Rodrigo Arenas.
En 2019 compite bajo el nombre Bujarkay-MMR después del acuerdo alcanzado con la marca de bicicletas con sede en Avilés (Asturias).
Seis participaciones en la Titan Desert, siete en la Andalucía Bike Race (donde ha logrado dos triunfos de etapa junto a José Luis Carrasco) y tres segundos puestos en Madrid-Lisboa MTB Non Stop se suman a un palmarés con numerosas victorias en pruebas de gran dureza, como la Vertical Bike 8h y los 101 kilómetros de Ronda.
Entrenador nacional de ciclismo, master trainer de ciclo indoor y con una amplia experiencia en entrenamientos personales (dirige TBTraining), ha sido convocado en dos ocasiones por la selección española para el Campeonato del Mundo de Maratón MTB.

### Escuela de Ciclismo
En la actualidad también dirige la Escuela de Ciclismo Bujarkay-Triki Beltrán, creada en 2016 y que permitía que la capital jienense volviera a contar con una escuela ciclista casi una década después .

## Victorias desde 2009
2018 Rally Ciudad de Arjonilla
2018 Media Maratón 'Batalla de Ategua' Santa Cruz
2017 Maratón BTT Bosques del Sur
2017 Ultramaratón BTT La Iruela
2017 Batalla de Bailén de Rally
2016 Ultramaratón BTT La Iruela
2016 Dessafio de la Sierra Sur de Jaén
2016 77.º clasificado en el Campeonato del Mundo MTB Maratón UCI
2016 Maratón MTB Ciudad de El Ejido
2015 Qaryat al Kantar BTT Maratón
2015 Maratón BTT Torredelcampo Xtrema Baldu Bike
2015 55.º clasificado en el Campeonato del Mundo MTB Maratón UCI
2015 Vuelta Burgos BTT (Equipo con José Luis Carrasco)
2015 Etapa Vuelta Burgos BTT (Equipo con José Luis Carrasco)
2015 Dos etapas Vuelta Andalucía MTB
2015 Mina's Bike-8 horas resistencia BTT
2015 Maratón BTT Sierra Ahillos-Alcaudete
2015 Maratón BTT Ciudad de Almuñécar
2014 Campeón del Circuito Provincial de Jaén de Maratón BTT
2014 Dessafío de la Sierra Sur de Jaén
2014 Oliva Extreme Race
2014 Cronoescada La Cerruza
2014 Vertical Bike 8h
2014 Maratón Ciudad de Jaén-Boulevard Bike
2014 Mina's Bike-8 horas resistencia BTT
2013 Añora Bikend (Equipo con José Luis Carrasco)
2013 Madrid-Lisboa MTB Non Stop categoría dúo (Equipo con José Luis Carrasco)
2013 Maratón BTT Emotion Extreme
2013 Carrera Africana de La Legión en Melilla (prueba BTT)
2013 Mammooth Padul Bike Festival
2013 Maratón de MTB Ciudad de El Ejido
2012 Campeón del Circuito Provincial de Jaén de Maratón BTT
2012 Maratón BTT Sierra de Cazorla
2012 Campeonato de Andalucía de Duatlón Cross (Balneario de Marmolejo)
2012 Iron Emotion Extreme
2012 Duatlón de Motril
2012 Etapa y clasificación general del Reto BTT Sierra Morena
2012 Open MTB Sierra del Lagarto
2012 Málaga Betetea
2012 Maratón de MTB Ciudad de El Ejido
2011 Duatlón Emotion Extreme
2011 Maratón BTT Tricornios Sin Fronteras
2011 Cicloturista BTT Pico La Estrella
2011 Subcampeón de Andalucía de Maratón BTT
2011 3º general Open de España Maratón BTT
2011 Desafío Valgrande Pajares BTT
2011 Dos etapas en la Andalucía Bike Race (Equipo con José Luis Carrasco)
2010 Duatlón Cross Balneario de Marmolejo
2010 Triatlón Cross de Ubrique
2010 Triatlón Xchallenge Tarifa
2009 Maratón BTT Carta Puebla Trebujena
2009 101 Kilómetros de Ronda

## Palmarés profesional
1997
- Clásica de los Puertos

1999
- Volta a Cataluña, más 1 etapa

2007
- 1 etapa Vuelta al País Vasco

## Resultados en Grandes Vueltas y Campeonato del Mundo
Durante su carrera deportiva ha conseguido los siguientes puestos en las Grandes Vueltas y en los Campeonatos del Mundo en carretera:
| Carrera         | 1995 | 1996 | 1997 | 1998 | 1999 | 2000 | 2001 | 2002 | 2003 | 2004 | 2005 | 2006 | 2007 | 2008 |
| --------------- | ---- | ---- | ---- | ---- | ---- | ---- | ---- | ---- | ---- | ---- | ---- | ---- | ---- | ---- |
| Giro de Italia  | -    | 28.º | -    | -    | -    | -    | -    | 52.º | -    | -    | -    | 22.º | -    | -    |
| Tour de Francia | -    | -    | 14.º | Ab.  | Ab.  | 11.º | -    | -    | 14.º | 46.º | Ab.  | -    | 18.º | Ex.  |
| Vuelta a España | 41.º | -    | -    | 13.º | 7.º  | Ab.  | 19.º | 9.º  | 6.º  | 13.º | -    | 9.º  | 9.º  | -    |
| Mundial en ruta | -    | -    | -    | Ab.  | 32.º | 30.º | 53.º | -    | 46.º | -    | -    | -    | 49.º | -    |

-: no participa

Ab.: abandono

Ex.: expulsado por asuntos de dopaje

## Equipos
- Mapei (1995-1996)
- Banesto (1997-1999)
- Mapei-Quick Step (2000-2001)
- Team Coast (2002)
- US Postal Service/Discovery Channel Pro Cycling Team (2003-2006)
  - US Postal Service (2003-2004)
  - Discovery Channel Pro Cycling Team (2005-2006)
- Liquigas (2007-2008)